# Куришко Ярослав Русланович
Яросла́в Русла́нович Кури́шко (9 лютого 1994 — 8 серпня 2014) — солдат Збройних сил України, учасник російсько-української війни.

## Життєвий шлях
Народився 1994 року в селі Карасин (Сарненський район, Рівненська область). Вчився у Карасинській школі (2009-го закінчив 9 класів), Стрільській ЗОШ (2010), 2011 року 11 класів закінчив у Сарненському ліцеї. В Сарненській музичній школі вчився грати на акордеоні. З 2005 по 2011 роки прислуговував у Свято-Василіївському храмі Карасина та навчався у музичній школі гри на акордеоні. У 2011 році закінчив Сарненський ліцей «Лідер». У 2011—2012 роках навчався у Рівненській школі міліції, проходив строкову службу у ВПС при Генштабі у Києві в 2012—2013 роках, після чого пішов служити за контрактом. Кулеметник, 30-та окрема механізована бригада, служив за контрактом з 2013 року.
Загинув 8 серпня 2014-го в бою біля села Степанівка під час ударно-пошукових робіт батальйонно-тактичної групи. У «Книзі пам'яті» місцем смерті зазначено село Побєда Новоайдарського району Луганської області.
Похований у селі Карасин 15 серпня 2014 року.
Без Ярослава лишились батько, мама Наталія Миколаївна, сестра Ірина 1994 р.н. — приєдналася до волонтерського центру «Сарни». Свою доньку назвала в честь брата — Ярославою.

## Нагороди та вшанування
За особисту мужність і героїзм, виявлені у захисті державного суверенітету та територіальної цілісності України, вірність військовій присязі під час російсько-української війни, відзначений — нагороджений
- орденом «За мужність» III ступеня (15.5.2015, посмертно)
- у вересні 2014-го в Карасинській школі встановлено меморіальну дошку Ярославу Куришку
- у Карасині проводяться турніри з міні-футболу, присвячені Ярославу Куришку
- його портрет розміщений на меморіалі «Стіна пам'яті полеглих за Україну» в Києві: секція 2, ряд 9, місце 19
- вшановується 8 серпня на щоденному ранковому церемоніалі вшанування захисників України, які загинули за свободу, незалежність і територіальну цілісність нашої держави.[1]